# Limit Greenwalda
Limit Greenwalda – prawo opisane w 1988 r. przez Martina Greenwalda na podstawie obliczeń teoretycznych łączące gęstość paliwa z wewnętrznym promieniem tokamaka i z prądem płynącym w plaźmie utrzymywanej w tokamaku. W 2022 r. na podstawie badań tokamakach Joint European Torus (JET), ASDEX Upgrade i TCV wykazały, że limit Greenwalda był zaniżony dwukrotnie. 